# Chanson du rouet
Chanson du rouet est une mélodie pour voix et piano de Maurice Ravel composée en 1898, sur un poème de Leconte de Lisle.

## Présentation
La mélodie Chanson du rouet est une mélodie pour voix et piano de Maurice Ravel sur un poème de Leconte de Lisle écrite le 2 juin 1898 quand il était élève de composition de Gabriel Fauré au Conservatoire de Paris. Le poème mis en musique est la sixième des Chansons écossaises du recueil Poèmes antiques de 1852.
La partition, restée inédite du vivant du compositeur et du vivant de son frère cadet, Édouard Ravel (1878-1960), a été publiée à titre posthume aux éditions Salabert en 1975, année de célébration du centenaire de la naissance de Maurice Ravel, avec une notice d’Arbie Orenstein.
Dans le catalogue des œuvres de Ravel établi par Marcel Marnat, la pièce porte le numéro M 15.

## Analyse
Selon Marcel Marnat, « pour ce Rouet Ravel se souvient de la Marguerite schubertienne et renchérit par un débit implacable, absolument égal. La dernière strophe, faisant allusion à la mort — fileuse du temps qui nous est imparti — l’amène pourtant à y profiler un Dies iræ qui lui permet de colorer toute cette fin d’une pointe de grégorianisme, dissonance salvatrice et transposition des ambitions « hors du temps » de son poète. Modalité et archaïsme réapparaissent donc en cette œuvre romantique, un rien plate pourtant : la mélodie paraît flasque, même si le motif d’accompagnement annonce celui de la Danse du rouet (ajoutée en 1911 à la version orchestrale de  Ma mère l'Oye)… Admettons que cet unique appel aux vers de Leconte de Lisle soit un hommage aux goûts poétiques de Fauré  ».
Selon Christian Goubault, « la Chanson du rouet et Si morne ! sont des mélodies destinées aux salons où Ravel était invité, notamment celui de Mme de Saint-Marceaux ». Dans la première mélodie, en mi majeur, « un accompagnement régulièrement ondulant évoque le mouvement du rouet, un peu à la manière de Marguerite au rouet de Schubert. À noter une citation du début du thème de plain-chant du Dies iræ, citation unique dans l’œuvre de Ravel, au cours de la dernière strophe qui fait allusion à la mort ».
Pour Bénédicte Palaux Simonnet, « ici Ravel semble jouer la difficulté — vaincue — : allier forme populaire et récit savant. En un tapis d’accords contrariés, le piano sous-tend régulièrement un chant large, naïf et confiant. La variation dans la répétition exorcise la fatalité de l’éternel retour. En guise de conclusion le piano ralentit doucement et s’envole. Allusion au filage de Laideronnette (Ma mère l'Oye ), à la folie de Gretchen am Spinnrade (Schubert), aux sinistres Parques ou au fil narratif salvateur de Shéhérazade ? ».
La durée moyenne d'exécution de la mélodie est de quatre minutes environ.

## Discographie
- Ravel : Complete Songs for Voice and Piano, CD 1, par Claire Brua (mezzo-soprano) et David Abramovitz (piano), Naxos 8.554176-77, 2003.
- Maurice Ravel : The Complete Works, CD 13, par Jessye Norman (soprano) et Dalton Baldwin (piano), Warner Classics 0190295283261, 2020.

### Monographies
- Marcel Marnat, Maurice Ravel, Paris, Fayard, coll. « Les indispensables de la musique », 1986, 828 p. (ISBN 2-213-01685-2, BNF 43135722).
- Christian Goubault, Maurice Ravel : le jardin féerique, Paris, Minerve, 2004, 357 p. (ISBN 2-86931-109-5, BNF 39264179).
- Bénédicte Palaux Simonnet, Maurice Ravel, Paris, Bleu Nuit éditeur, coll. « Horizons » (no 71), 2020, 176 p. (ISBN 978-2-35884-085-9).